# Pachyparnus whiteheadi
Pachyparnus whiteheadi is een keversoort uit de familie ruighaarkevers (Dryopidae). De wetenschappelijke naam van de soort werd in 1900 als Parygrus whiteheadi gepubliceerd door Charles Owen Waterhouse.